# Bimeria
Genre
Synonymes
- Manicella Allman, 1859[1]

Bimeria est un genre d'hydrozoaires de la famille des Bougainvilliidae et dont l'espèce type est Bimeria vestita,.

## Liste d'espèces
Selon World Register of Marine Species (12 mars 2017) :
- Bimeria australis Blackburn, 1937
- Bimeria belgicae (Vanhöffen, 1910)
- Bimeria corynopsis Vanhöffen, 1910
- Bimeria currumbinensis Pennycuik, 1959
- Bimeria fluminalis Annandale, 1915
- Bimeria rigida Warren, 1919
- Bimeria vestita Wright, 1859